# Dorfkirche Lehesten

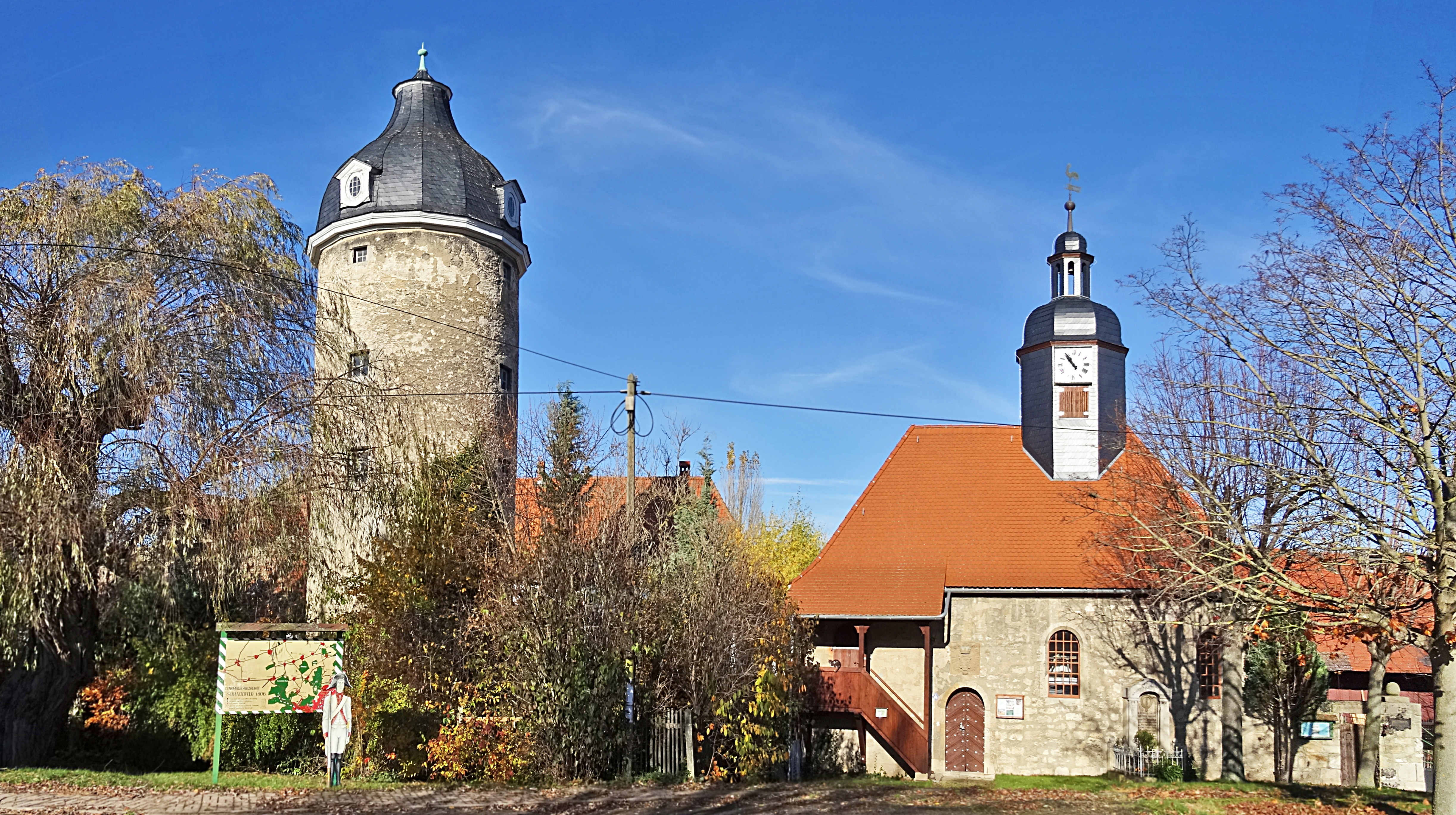
Wasserburg und Dorfkirche

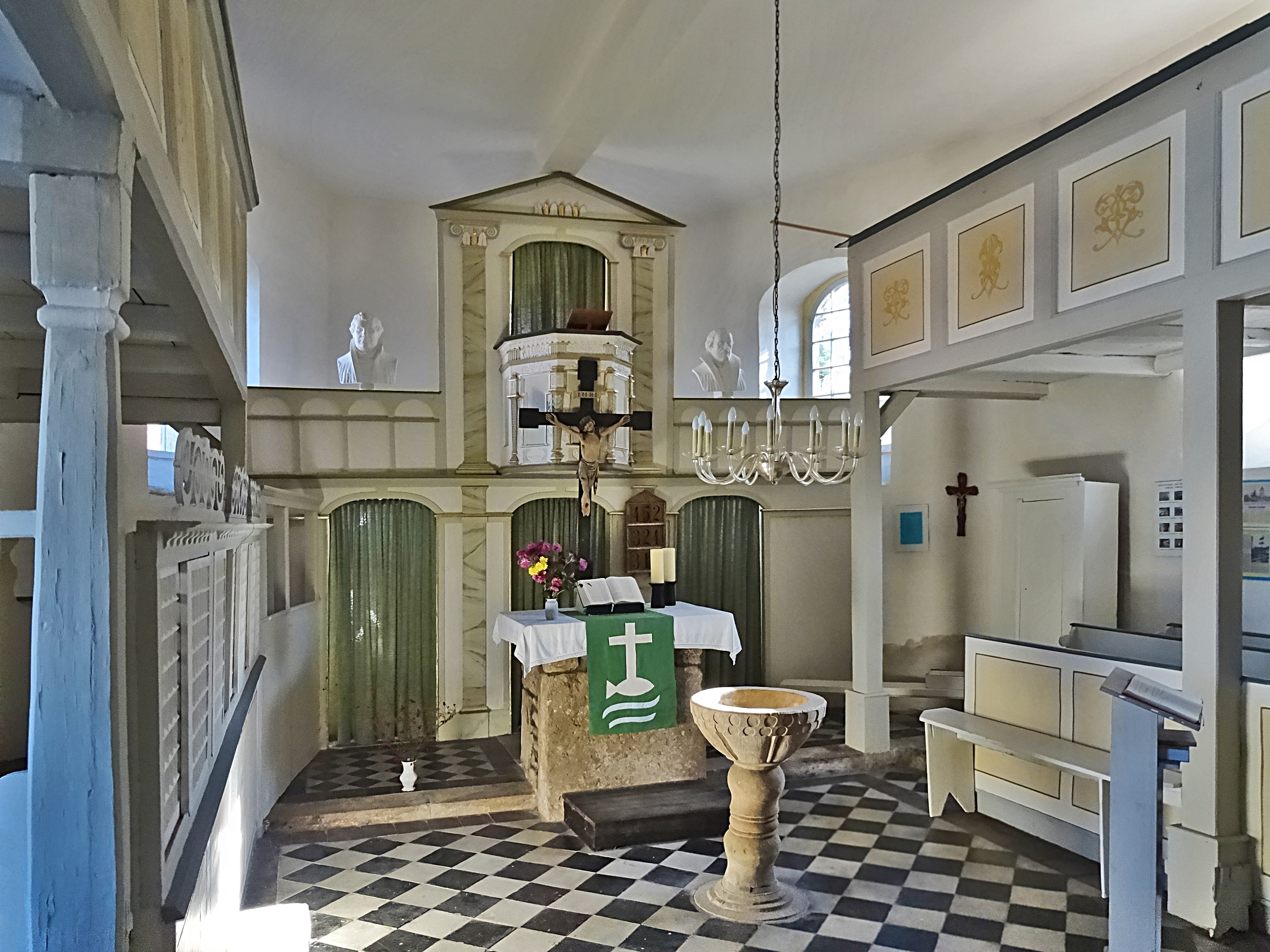
Innenraum der Kirche mit Taufstein im Vordergrund

Die Dorfkirche Lehesten steht in der Gemeinde Lehesten im Saale-Holzland-Kreis in Thüringen.
Die ehemalige Burgkapelle liegt am Rand der Wasserburg Lehesten. Die heutige evangelische Filialkirche wurde im Zuge von Umbaumaßnahmen 1550/51 als Saalkirche mit einem dreiseitig polygonal schließenden Chor und einem Dachreiter errichtet. Nur die Glocke weist auf die mittelalterliche Kapelle hin. Im Süden über dem Rundbogenportal befindet sich ein Wappen mit dem Monogramm des Landkomturs Herzog Christian August von Sachsen-Zeitz mit der Jahreszahl 1689.
Das Kirchenschiff ist sehr sachlich eingerichtet. Eine dreiseitige Empore steht im Raum.
In der Kapelle befinden sich vier Glasmalereifenster. Die Ausstattung hat die Glaswerkstatt Wilhelm Franke Naumburg ausgeführt. Drei nebeneinander stehende Spitzbogenfenster gliedern mit heller Rautenteilung den Bereich der Ostwand. Oberhalb des Altars erscheint in einem Okulus Christus als Hauptfigur. Das Fenster zur Westseite ist mit schmuckreicher Bordüre und zweifarbigen Heckenrosen geziert.
Domglas Naumburg ist die Nachfolgefirma mit Archivunterlagen.
Der Raum ist ausgestaltet mit:
- dem Kanzelaltar aus 1633
- dem Altarkruzifix aus 1555
- dem Taufstein aus dem 17. Jahrhundert
- der Orgel aus dem 19. Jahrhundert

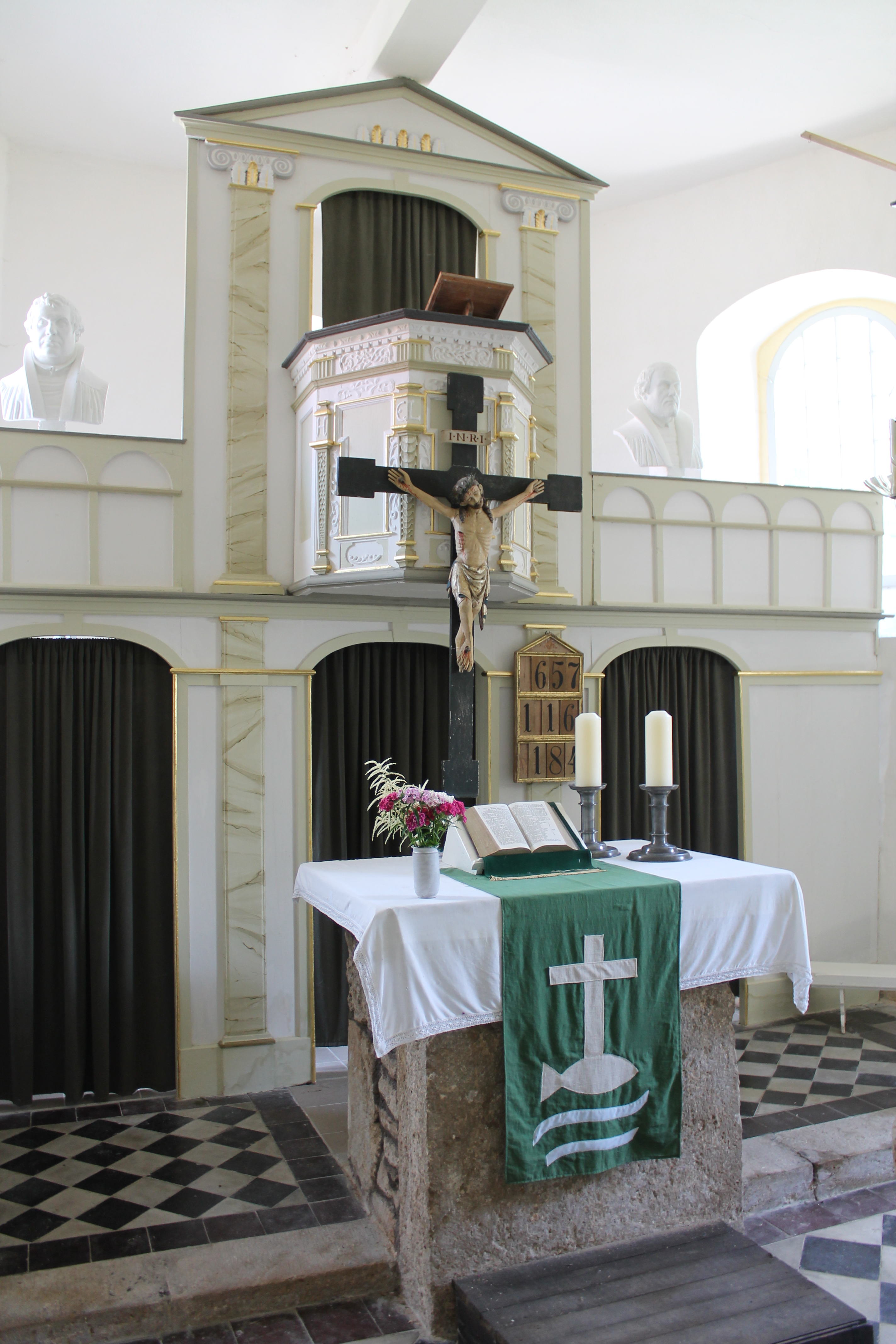
Altar und Kruzifix
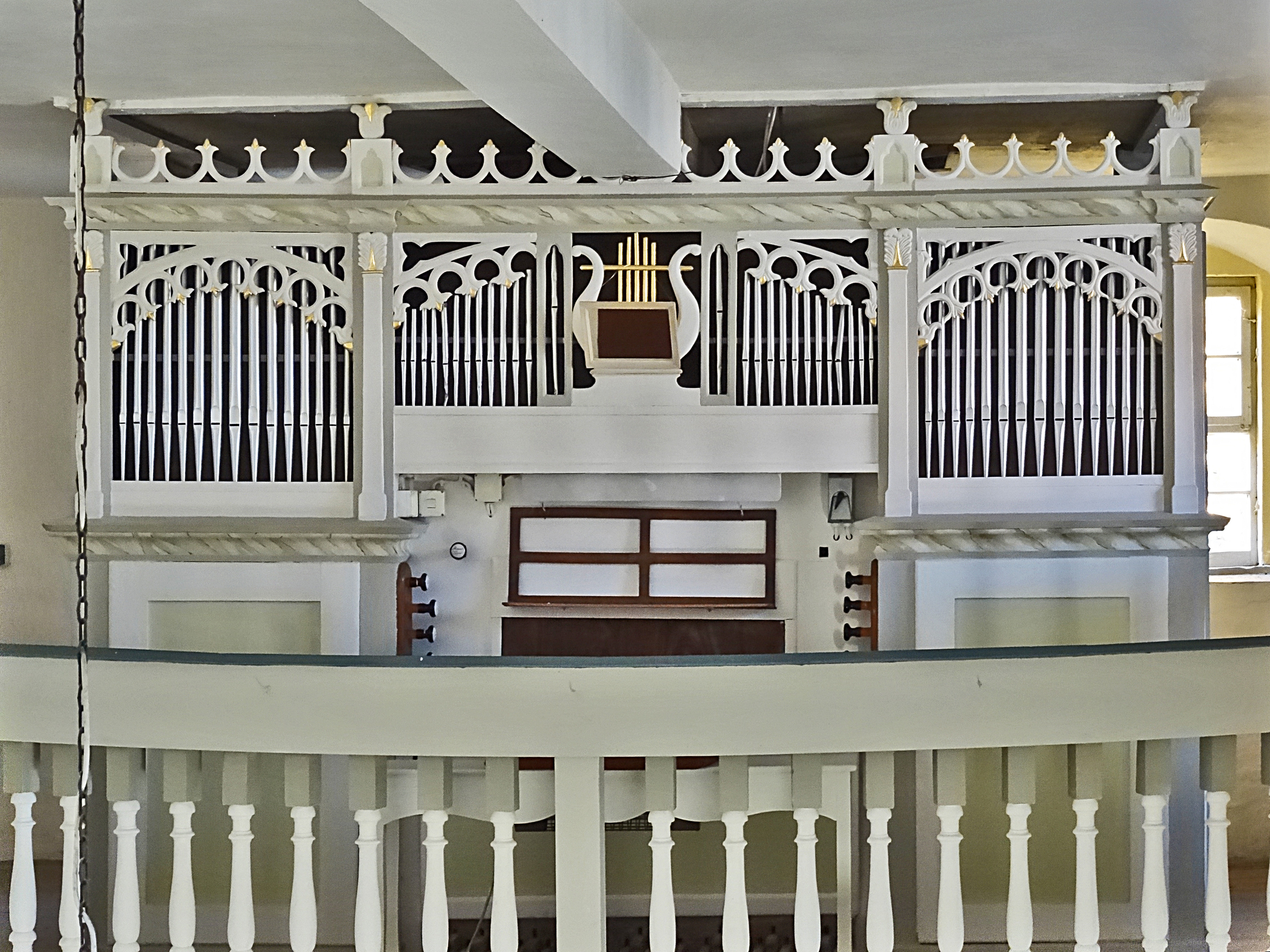
Förtsch-Orgel
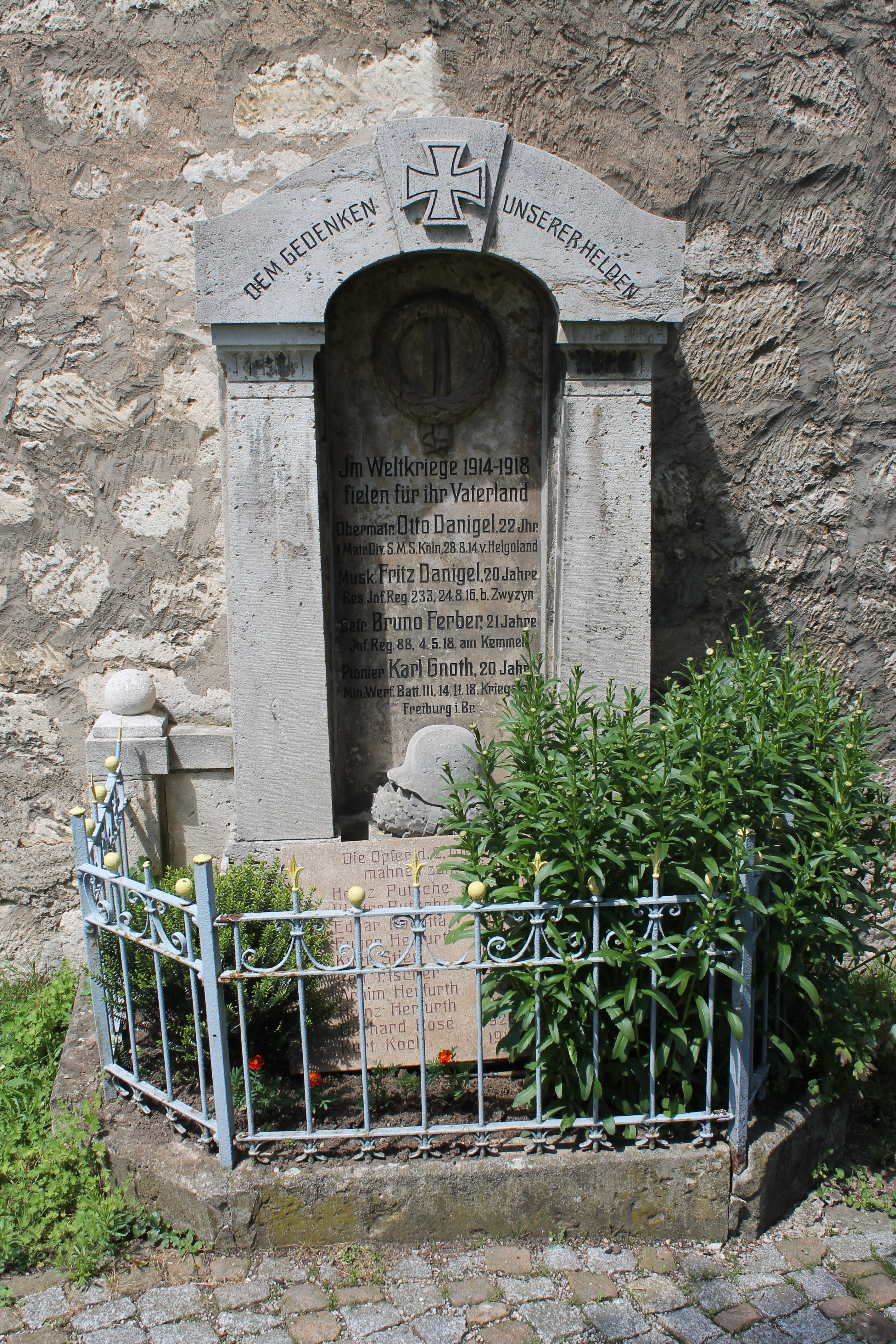
Gedenktafel
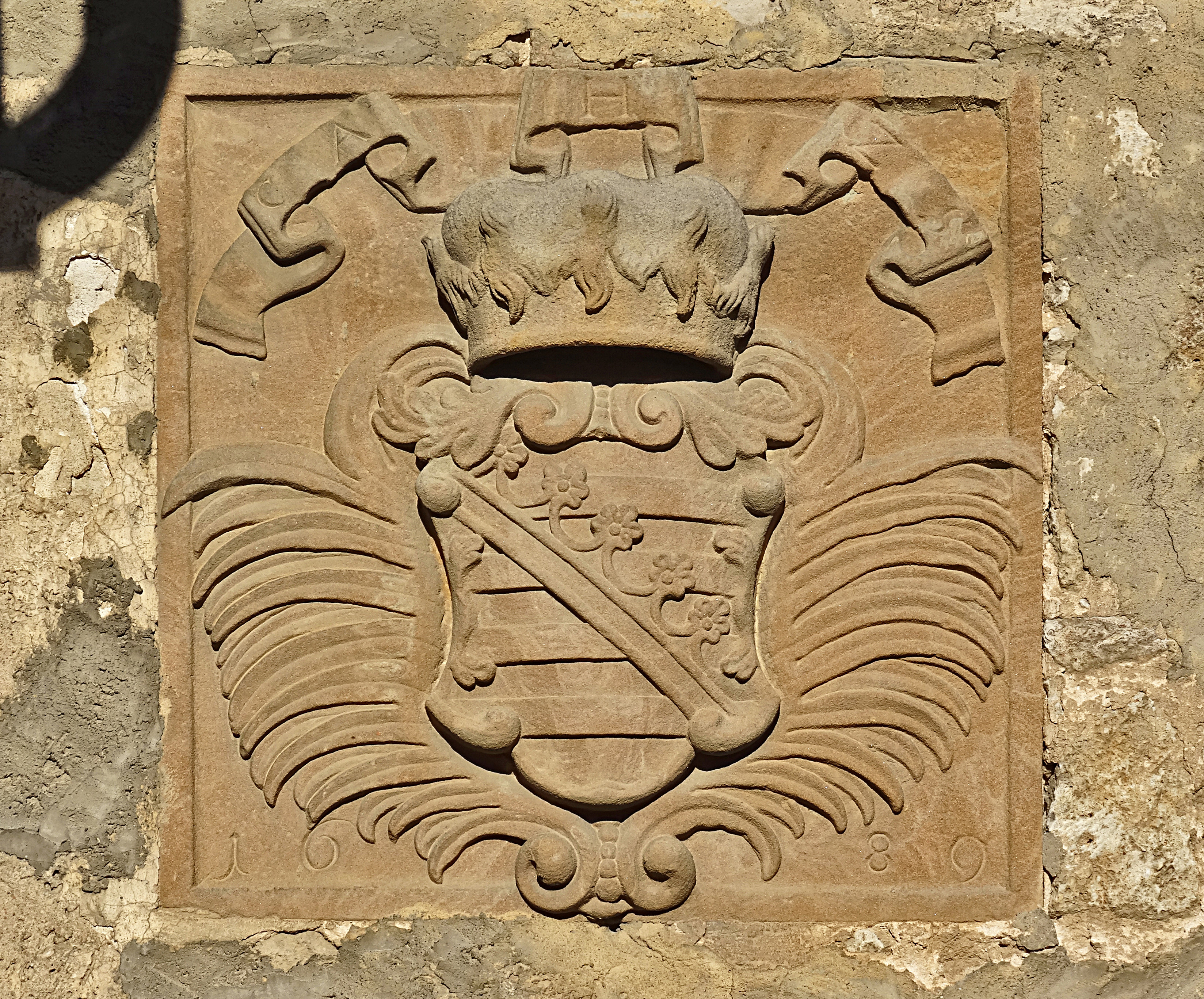
Wappentafel